# Chausie
Il chausie è una razza di gatto originaria degli Stati Uniti. Questo gatto è caratterizzato dal fisico simile a quello del gatto della giungla.

## Origini
Il chausie viene dall'incrocio tra un gatto della giungla e un gatto domestico. I primi incroci ebbero luogo alla fine degli anni sessanta al fine di avere un gatto di tipo selvatico e simile al gatto della giungla ma con il carattere di un animale domestico. Si scelsero degli Abissini, degli Orientali, dei Bengala ma anche dei gatti soriani con un comportamento selvatico. Questi primi ibridi (che sono classificati come F1 per “prima generazione”) offrivano una alternativa alla cattura del gatto della giungla.
Nel 1995, la TICA (The International Cat Association) registrò la fondazione della razza, in seguito nel febbraio 2001  cambiò lo status in “razza in corso di valutazione”. Nel marzo 2003, il chausie è promosso al rango di “nuova razza” che gli permette di accedere a delle esposizioni feline ma senza, tuttavia, avere la possibilità di ottenere un titolo. È l'ultima tappa prima del completo accesso al campionato. In Francia, il LOOF (Livre officiel des origines félines) gli attribuisce lo stesso status del suo paese d'origine. Le altre associazioni non riconoscono ancora la razza.
Essendo la razza ancora giovane, gli allevatori lavorano ancora sulle sue caratteristiche per farlo assomigliare al gatto della giungla e per farlo concorrere alle esposizioni. Attualmente, sono principalmente gli Abissini ad essere incrociati con gli Chausie per eliminare ogni traccia tabby ma conservando il modello del mantello.

## Standard

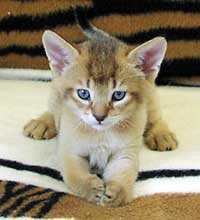
Un cucciolo di Chausie. I colori del mantello e degli occhi non sono ancora pienamente sviluppati.

- Taglia: il chausie è un gatto grande (particolarmente i maschi) con una struttura longilinea e rettangolare.
- Corpo: la muscolatura del corpo è possente senza essere tuttavia molto vistosa. La gabbia toracica non deve essere troppo bombata ma il petto deve essere ben largo.
- Zampe: sono di una lunghezza media con muscoli forti e un'ossatura nella media. Le zampe posteriori sono più forti di quelle di un altro gatto e gli danno delle capacità particolari nel salto e nella corsa. I piedi sono piccoli e rotondi.
- Coda: è più corta rispetto alla maggioranza delle altre razze (circa ¾), ma possiede, se possibile, un numero di vertebre identico. Questa particolarità non deve in alcun caso impedire la buona articolazione della coda.
- Testa: è un largo triangolo dai contorni smussati. È di media taglia e ha gli zigomi marcati e spigolosi. Di profilo si può osservare una fronte cuneiforme e una piccola cavità all'inizio del naso. Quest'ultimo è largo e leggermente bombato prima del rinario.
- Occhi: sono di media taglia e di forma ovale, un po' appiattiti. I colori accettati sono il verde , l'oro e il color nocciola.
- Orecchie: sono grandi e posizionate in alto. Devono essere sia ampie alla base sia all'estremità che è arrotondata. I ciuffi di pelo sono apprezzati.
- Mantello: il pelo è corto e folto.
- Colori: gli unici colori autorizzati attualmente sono il tabby marrone moschettato, il nero puro e il punte argento (l'unica razza ad avere questo mantello).

Gli incroci con l'abissino, il gatto della giungla (in certe condizioni) e il gatto soriano sono ancora autorizzati.

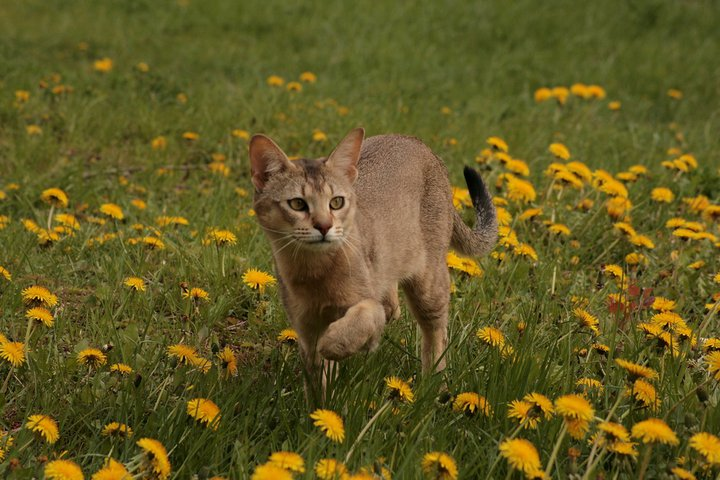
Esemplare adulto di Chausie

## Carattere
Il chausie è un gatto attivo. Sopporta male la solitudine e ha bisogno di compagnia. Si affeziona al proprietario e si dice che sia un gatto molto intelligente.
Tuttavia, questi tratti del carattere appartengono a ogni gatto perciò sono perfettamente individuali.

## Salute
I maschi delle generazioni dalla F1 alla F3, persino F4 sono generalmente sterili; ciò complica considerevolmente il lavoro degli allevatori per sviluppare una razza ancora rara.
In più, questa razza è più sensibile ad alcuni problemi intestinali. Certi soggetti sono intolleranti al glutine e non tollerano il cibo industriale come i croccantini.